# Meçe
Meçe znana również jako Meçë – wieś położona w północnej części Albanii w gminie Rrapë. Wieś znajduje się 85 kilometrów od stolicy państwa, Tirany.

## Demografia
Według spisu ludności z 1989 roku we wsi Meçe mieszkało 252 mieszkańców.

## Znani mieszkańcy
- Halit Furriku – albański dyplomata i samorządowiec, burmistrz Pukë (1994–1997), ambasador Republiki Albanii w Rosji (2005–2006).